# 17269 Dicksmith
17269 Dicksmith (2000 LN1) là một tiểu hành tinh vành đai chính được phát hiện ngày 3 tháng 6 năm 2000 bởi J. Broughton ở Reedy Creek Observatory. Nó được đặt theo tên Úcn entrepreneur Dick Smith.